# Siegfried Hausner
Siegfried Hausner (Selb, 24 de enero de 1952 - Stuttgart, 5 de mayo de 1975) fue un estudiante alemán miembro del Colectivo Socialista de Pacientes y luego de la Facción del Ejército Rojo.

## Biografía
Siegfried Hausner nació el 24 de enero de 1952 en la ciudad de Selb.
Hausner se inició en el terrorismo de extrema izquierda como miembro del Colectivo de Pacientes Socialistas (SPK) en Heidelberg. En el primer juicio realizado a miembros de la organización, fue sentenciado a tres años de prisión el 19 de diciembre de 1972. Fue liberado en 1974 y al igual que otros miembros del SPK, recurrió a la Fracción del Ejército Rojo (RAF).

### Atentado en Suecia
En 1975, Siegfried Haag escogió a Hausner para dirigir el grupo, conocido como Kommando Holger Meins, que dirigió el asalto a la embajada alemana en Suecia para forzar la liberación de 26 de sus compañeros de la RAF. Hausner estaba a cargo del cableado de los explosivos. Doce horas después de la ocupación, los explosivos (15 kilogramos de TNT) aparentemente fueron detonados accidentalmente. Hausner resultó gravemente herido en la explosión, con quemaduras en más del 40% de su cuerpo y una fractura de cráneo. A pesar de las recomendaciones de los médicos suecos, Hausner fue inmediatamente llevado de vuelta a Alemania Occidental y hospitalizado en la prisión de Stammheim, que no tenía ni el equipo ni el personal especializado para tratar las quemaduras graves. Según el subjefe de la prisión Horst Bubeck, Hausner no tenía "ninguna posibilidad de sobrevivir, como los médicos vieron de inmediato". Murió el 5 de mayo de un edema pulmonar.
Su apresurado traslado a Alemania, la calidad del tratamiento que recibió en Stammheim y su posterior muerte llevaron a muchos a culpar tanto al gobierno de Alemania Occidental por matarlo a él como al gobierno sueco por aceptar su deportación a pesar de estar gravemente herido.
Después de su muerte, Siegfried Hausner se convirtió en mártir de la causa (junto con otros terroristas tardíos, como Holger Meins y Petra Schelm).

### Legado
Cuando Siegfried Buback fue asesinado en abril de 1977, la RAF se atribuyó la responsabilidad en honor de Ulrike Meinhof y Siegfried Hausner. En la grabación de video final del secuestrado Hanns Martin Schleyer realizado antes de su asesinato por la RAF en octubre de 1977, se ve a Schleyer sosteniendo una pancarta que dice "Comando Siegfried Hausner", en honor al extremista fallecido.
Algunos creen que el asesinato del primer ministro sueco Olof Palme el 28 de febrero de 1986 fue en represalia por haber permitido que Hausner fuera deportado.